# Saeed Rashid Al Qubaisi
Saeed Rashid Al Qubaisi [ ar. سعيد راشد القبيسي ] (ur. 2 grudnia 1989 roku) – judoka reprezentujący Zjednoczone Emiraty Arabskie. Uczestnik igrzysk olimpijskich w Pekinie. Pierwszy reprezentant ZEA reprezentujący swój kraj w judo na igrzyskach olimpijskich.
Zanim zaczął uprawiać judo, był piłkarzem. W wolnym czasie interesuje się pływaniem oraz komputerami.
Wziął udział w igrzyskach w Pekinie. W kategorii do 73 kg odpadł w 1/32 turnieju, przegrywając z reprezentantem RPA Marlonem Augustem przez ippon, co stało się w 1 minucie i 27 sekundzie meczu.